# Файли з довільним доступом
Файли з довільним доступом — файли, що зберігають інформацію у структурованому (для пошуку і обігу) вигляді. Пошук в таких файлах здійснюється в області адрес (ключів) і завершується зверненням безпосередньо до шуканої ділянки. Дисковий простір, що займається таким файлом, поділений на однакові ділянки (записи), що мають однакову структуру полів. Так, під перше поле кожного запису може бути відведено 131 біт, а під друге 1024 біти. І це місце в файлі буде виділено під ці поля кожного запису незалежно від наявності та обсягу даних у цих полях.
Прикладом файлів з довільним доступом можуть служити файли DBF (*.dbf)
Файли з довільним доступом виграють у файлів з послідовним доступом за швидкістю доступу, але програють за компактністю.